# Муконо (округ)
Муконо — округ (дистрикт) в Восточной области Уганды.

## География и экономика
Округ Муконо находится в центральной части Уганды, и расположен на берегу озера Виктория, лежащего южнее. В состав этого округа входят также некоторые острова озера Виктория. На территории этого округа находится также природный заповедник-резерват лес Мабира. Как и подавляющее большинство округов Уганды, округ Мабира носит своё наименование по названию административного центра - города Муконо. К востоку от Муконо находится округ Джинджа.
Экономика округа строится на сельском хозяйстве, не приносящим в последние десятилетия достаточных доходов местным крестьянам. Большинство населения округа живёт в бедности. Ранее округ Маконо давал до 40% производимого в Уганде кофе, однако вследствие болезней кофейных деревьев на местных плантациях урожайность кофе разко снизилась. В последние годы экспортирующая из Уганды производимый здесь кофе фирма Mukono Cafe Africa пытается восстановить производство кофе в прежних объёмах.

## Дополнения
- National Population and Housing Census 2014 - Area Specific Profiles (нем.). Uganda Bureau of Statistics (апрель 2017).

- en:Districts of Uganda - Districts of Uganda

zh min nan:Mukono Koān